# Landing on Water
Landing on Water je patnácté studiové album kanadského hudebníka Neila Younga, vydané v červenci 1986 u vydavatelství Geffen Records. Nahráváno bylo průběžně již od srpna 1983 do března 1986 a jeho producentem byl Young spolu s kytaristou Danny Kortchmarem.

## Seznam skladeb
Autorem všech skladeb je Neil Young.
| Pořadí | Název                | Délka |
| ------ | -------------------- | ----- |
| 1.     | Weight of the World  | 3:40  |
| 2.     | Violent Side         | 4:22  |
| 3.     | Hippie Dream         | 4:11  |
| 4.     | Bad News Beat        | 3:18  |
| 5.     | Touch the Night      | 4:30  |
| 6.     | People on the Street | 4:33  |
| 7.     | Hard Luck Stories    | 4:06  |
| 8.     | I Got a Problem      | 3:16  |
| 9.     | Pressure             | 2:46  |
| 10.    | Drifter              | 5:05  |

## Obsazení
- Neil Young – zpěv, kytara, harmonika, syntezátory
- Steve Jordan – bicí, syntezátory, zpěv
- Danny Kortchmar – kytara, syntezátory, zpěv
- San Francisco Boys Chorus – zpěv